# Jürgen Reil

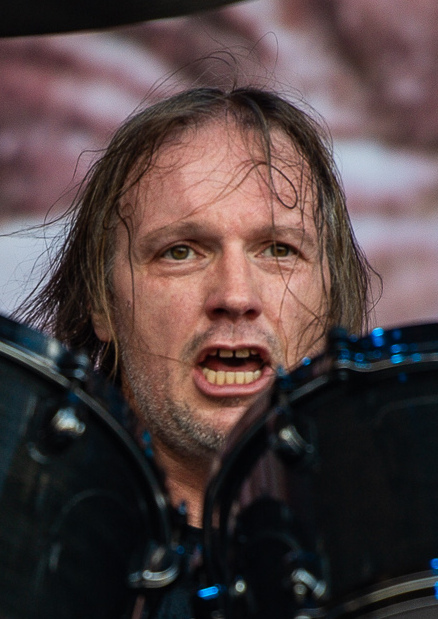
Jürgen Reil (2018)

Jürgen „Ventor“ Reil (* 29. Juni 1966 in Essen) ist ein deutscher Schlagzeuger und Sänger der Thrash-Metal-Band Kreator. Er ist eines von zwei Gründungsmitgliedern, die noch in der Band aktiv sind. Er gilt als einer der bekanntesten Schlagzeuger der Metalszene sowie als „Szene-Urgestein“ und prägte diese seit den 1980er-Jahren maßgeblich mit. Insbesondere zeichnete er für Kreators brachialen Doublebass-Sound verantwortlich.

## Werdegang
Reil wuchs wie viele der Gründungsmitglieder der deutschen Thrash-Szene im Bergarbeiter-Milieu des Ruhrgebiets auf. Bereits zu Schulzeiten war Reil für seinen Übungsfleiß bekannt und galt anderen Mitgliedern der Szene als Vorbild. Er schrieb etliche Songs von Tormentor und Kreator mit und textete auch bei einigen. Auf den ersten beiden Alben Kreators, Endless Pain und Pleasure to Kill, sang Reil auch und tut dies live heute noch, vor allem bei dem Lied Riot of Violence. 1994 verließ Reil Kreator. Das Album Cause for Conflict wurde 1995 von Joe Cangelosi eingespielt. 1996 trat er der Band wieder bei.

## Weitere Aktivitäten
Er betreibt ein Tattoo-Studio in Essen namens Kreativ-Tattoo und arbeitet dort auch als Tätowierer. Er wurde als „gut gebuchter Tattookünstler mit filigranem Stich und Seelenruhe“ bezeichnet und war unter anderem als „Schiffstätowierer“ bei der Full Metal Cruise aktiv. Auch sein Sohn Jerome Reil spielt Schlagzeug bei The Very End und Destroy Them und arbeitet als Schlagzeuglehrer. Zudem ist Jürgen Reil bei Lesungen zum Thema Heavy Metal aktiv, etwa für das Buch Kumpels in Kutten. Heavy Metal im Ruhrgebiet. Für die musikalische Umrahmung der Lesungen gründete er 2023 zusammen mit seinen Söhnen Jerome und Tim Reil of Violence. Die Band spielt Coversongs von Kreator, das Veröffentlichen von eigener Musik ist nicht geplant.
Er ist Endorser für Tama Drums.

## Filmografie
- Bericht Über Das Tattoo-Studio, in Rock Guerilla.tv Vol. 13, Rock Hard 2009
- Total Thrash – The Teutonic Story, Mindjazz Pictures 2022[15]